# Nurme
Nurme är en ort i Estland. Den ligger i Sauga kommun och landskapet Pärnumaa, i den sydvästra delen av landet, 110 km söder om huvudstaden Tallinn. Nurme ligger 10 meter över havet och antalet invånare är 119.
Terrängen runt Nurme är mycket platt. Runt Nurme är det tätbefolkat, med 913 invånare per kvadratkilometer. Närmaste större samhälle är Pärnu, 6,7 km söder om Nurme. Runt Nurme är det i huvudsak tätbebyggt.